# Sabiha Fazile
Sabiha Fazile Ibrahim (8. srpna 1941, Neuilly-sur-Seine – 27. září 2024) byla egyptská princezna a osmanská Hanımsultan.

## Život
Narodila se 8. srpna 1941 v Neuilly-sur-Seine jako dcera egyptského prince Muhammada Ali Ibrahima a osmanské princezny Hanzade Sultan.
Vzdělávala se v anglickém městě Heathfield.
Byla zasnoubena s iráckým králem Fajsalem II., který byl roku 1958 zavražděn.
Dne 10. prosince 1965 se v Paříži vdala za Dr. Hayri Suada Ürgüplüho (nar. 31. května 1936), který byl velmi vzdělaný člověk. Spolu měli dvě děti:
- Ali Suad Ürgüplü (nar. 28. září 1967)[2]
- Mehmed Selim Ürgüplü (nar. 31. října 1968)[2]

Poté se s Hayrim Suadem rozvedli.
Dne 18. června 1983 se v Saint-Félix (Allier) vdala za Jeana-Alphonsa Bernarda.